# Joel Surnow
Joel Surnow (Detroit, Michigan, 1955. december 18. –) amerikai író és producer, leghíresebb alkotása a 24 című sorozat, amely Emmy-díjat is nyert. Másik híres sorozata a La Femme Nikita. A Fox televízió több produkciójának is ő a producere.

## Élete
Surnow zsidó szülők gyermekeként született Michigan-ben, de tízéves korában a család elköltözött Los Angeles-be. Apja Ukrajnából, anyja Litvániából származik. Beverly Hills-ben végezte tanulmányait, itt járt általános és középiskolába, és itt végezte el az UCLA Színház és Film iskolát. Egyetemre a University Berkeley-re járt, amit 1975-ben fejezett be, ekkor kapta meg diplomáját. Forgatókönyveket kezdett el írni, 1984-ben a Miami Vice epizódjait ő írta. Az év végén felvették a Universal Studios-hoz, ahol a producere lett a The Equalizer nevezetű sorozatnak.
5 lánya van, 2 az előző, 3 a mostani házasságából.

## Karrier
Leghíresebb munkája a népszerű és díjnyertes 24 sorozat, amit Robert Cochran-nel együtt alkotott. 2006-ban a sorozat Emmy-díjat nyert, mint a legjobb dráma műfajú sorozat. Kiefer Sutherland pedig Golden Globe díjat is kapott az Emmy-díj mellé. 2002-ben is Emmy-díjat kaptak a legjobb pilot epizódért. 2008. február 12-én Surnow otthagyta a sorozatot.
Surnow 1997 és 2001 között producere volt a La Femme Nikita című sorozatnak. Írója volt az első évadokban ezek mellett még a Miami Vice-nak, a Nowhere Man-nek és a Wiseguy című sorozatoknak.
Jelenleg a 2010-ben debütáló The Call című sorozat írója, amely rohammentősök munkáját és életét mutatja be – olyan nevekkel a főbb szerepekben, mint Kal Penn (Dr. House) vagy Richard Burgi (Sentinel – Az őrszem, Született feleségek).

## Politikája
Surnow-ról köztudott, hogy a Republikánus Párt támogatója. Pénzzel támogatta Rick Santorum szenátort, és kiállt Ronald Reagan mellett annak elnöksége idején. Egyik legjobb barátja a szintén republikánus Rush Limbaugh. Ő volt az első aki kitette az amerikai zászlót Bagdadban, Irakban, annak 2003-as megszállása után.